# Manana Doijachvili
Manana Doijachvili (en géorgien : მანანა დოიჯაშვილი), née le 5 novembre 1947 à Tbilissi (république socialiste soviétique de Géorgie, (URSS)) et morte le 17 janvier 2023, est une pianiste soviétique puis géorgienne, rectrice du Conservatoire d'État de Tbilissi.

## Biographie
Manana Doijachvili étudie dès l'âge de sept ans la musique et le piano au Conservatoire d'État de Tbilissi, avec pour professeur Maria Chavchanidze. Elle donne son premier concert public à neuf ans avec une œuvre de Haydn, puis avec Tengiz Amiredjibi. En 1973, elle devient professeur de piano de première chaire au Conservatoire d'État de Tbilissi.
Elle est la lauréate du prix Georges Enesco à Bucarest (République socialiste de Roumanie) en 1970, puis de nouveau en 1974 à Plzeň en République socialiste tchécoslovaque. Elle est classée 6e lors de la première année inaugurale de la Compétition internationale de piano de Sydney en 1977.
En l'an 2000, à la suite du décès du compositeur Nodar Gabunia, elle accède au poste de rectrice du Conservatoire d'État de Tbilissi. Elle met en place la « Compétition internationale de piano de Tbilissi » en 1997 et en devient la directrice.
En 2001, elle devient membre de l'Académie nationale des sciences de Géorgie. En 2005, elle est désignée « Ambassadrice de la paix » à titre honorifique par l'ONU et on 2010 elle est nommée au grade de chevalier de l'ordre de l'Étoile de la solidarité italienne.

## Décorations
- Chevalier de l'ordre de l'Étoile de la solidarité italienne (2010)
- Chevalier de l'ordre des Arts et des Lettres